# Plexippus ochropsis
Plexippus ochropsis is een spinnensoort in de taxonomische indeling van de springspinnen (Salticidae).
Het dier behoort tot het geslacht Plexippus. De wetenschappelijke naam van de soort werd voor het eerst geldig gepubliceerd in 1881 door Tord Tamerlan Teodor Thorell.